# علي عبد الرسول القطان
علي عبد الرسول منصور علي القطان (14 سبتمبر 1978 -)؛ نائب سابق في مجلس الأمة الكويتي.

## السيرة العلمية والعملية
ولد علي عبد الرسول القطان في منطقة الشعب وثم الرميثية، وهو ينتمي للقطب «الحساوي» لعائلة القطان، درس تخصص التربية ويحمل أيضًا دبلوم في التخطيط الإستراتيجي ودبلوم آخر في تخصص القيادة الإدارية، حصل على شهادتي الماجستير والدكتوراة في تخصص الإدارة التربوية وعمل مستشارًا لإدارة البحوث والتخطيط بمكتب الإنماء الإجتماعي بديوان سمو رئيس مجلس الوزراء، وهو ايضاً أستاذ منتدب في الهيئة العامة للتعليم التطبيقي والتدريب، كما عُيّن نائبًا للمدير العام لقطاع الثروة الحيوانية في الهيئة العامة لشؤون الزراعة والثروة السمكية بدرجة وكيل وزارة مساعد في عام 2017، كما مثل الكويت في جامعة الدول العربية كمستشار للتخطيط وضبط الجودة، وكُرم من قبل صاحب السمو الأمير الراحل صباح الأحمد الجابر الصباح، كما أنه عضو الجمعية الكويتية لحقوق الإنسان وكاتب في جريدة الأنباء الكويتية.

## السيرة البرلمانية
شارك في انتخابات مجلس الأمة الكويتي 2016 في الدائرة الأولى لأول مرة، وحصل على المركز السادس عشر برصيد 1,603 أصوات وخسر الانتخابات. ، كما شارك مرة أخرى في انتخابات مجلس الأمة الكويتي 2020 في الدائرة الأولى للمرة الثانية، وحصل على المركز السادس برصيد 3,320 صوت وفاز بالانتخابات. شارك في انتخابات مجلس الأمة الكويتي 2022 عن الدائرة الأولى وحصل على المركز الثاني عشر برصيد 1,930 صوت وخسر الانتخابات.

## أبرز مواقفه في مجلس الأمة

### مجلس الأمة 2020
أصدر مركز اتجاهات للدراسات والبحوث تقريرًا عن أداء علي القطان في مجلس الأمة 2020، لم يستخدم أداة الاستجواب بتاتًا، ووصفه المركز بأنهُ «متضامن مع الحكومة» بامتياز . 
| استجواب الوزير حمد جابر العلي (يناير 2022)              | ضد الاستجواب |
| استجواب الوزير أحمد ناصر الصباح (فبراير 2022)           | ضد الاستجواب |
| استجواب الوزير علي حسين الموسى (مارس 2022)              | ضد الاستجواب |
| رفع الحصانة عن النائب شعيب المويزري في شكوى رئيس المجلس | موافق        |
| رفع الحصانة عن النائب محمد المطير                       | موافق        |
| رفع الحصانة عن النائب ثامر السويط                       | موافق        |
| رفع الحصانة عن النائب خالد مؤنس العتيبي                 | موافق        |